# 袁國梓
袁國梓，字丹叔，江南松江府華亭縣（今上海市松江區）人，清朝政治人物，進士出身。

## 生平
明崇禎十五年（1642年）舉壬午科應天鄉試，清順治六年（1649年）登進士，官至浙江衢州府知府。